# (1542) Schalén
(1542) Schalén – planetoida z pasa głównego asteroid okrążająca Słońce w ciągu 5 lat i 165 dni w średniej odległości 3,1 au. Została odkryta 26 sierpnia 1941 roku w Obserwatorium Iso-Heikkilä w Turku przez Yrjö Väisälä. Nazwa planetoidy pochodzi od Carla Schaléna, szwedzkiego astronoma. Przed nadaniem nazwy planetoida nosiła oznaczenie tymczasowe (1542) 1941 QE.